# Список умерших в 2000 году
В этой статье представлен список известных людей, умерших в 2000 году.
См. также: Категория:Умершие в 2000 году

## Январь
- 1 января — Алексей Михин (75) — Герой Советского Союза.
- 1 января — Александр Соловьёв (47) — советский, российский актёр («Адам женится на Еве», «Зелёный фургон», и др.)
- 2 января — Патрик О'Брайан (85) — английский писатель и переводчик, автор эпопеи о капитане Джеке Обри и докторе Стивене Мэтьюрине, биограф Джозефа Бэнкса и Пикассо.
- 3 января — Виктор Колотов (50) — советский футболист, полузащитник, игрок сборной СССР, Заслуженный мастер спорта СССР (1975), Заслуженный тренер Украинской ССР (1986); сердечный приступ.
- 3 января — Эдуард Филимонов (65) — российский религиовед.
- 4 января — Николай Смирнов (84) — Герой Советского Союза.
- 5 января — Михаил Бадигин (76) — Полный кавалер ордена Славы.
- 5 января — Вера Дулова (90) — княжна, российская арфистка, Народная артистка СССР (1976).
- 5 января — Владимир Чугаев (75) — советский украинский учёный-историк, партийный и советский деятель.
- 6 января — Алексей Выжманавин (39) — советский и российский шахматист; гроссмейстер.
- 6 января — Анатолий Соловьёв (77) — советский и российский актёр театра и кино, заслуженный артист РСФСР (1976).
- 7 января — Махмуд Эсамбаев (75) — советский артист балета, эстрадный танцовщик, народный артист СССР (1974).
- 9 января — Владимир Тамгин (25) — сержант милиции, участник второй чеченской войны, Герой Российской Федерации.
- 10 января — Ольга Озерецковская (31) — советская, российский актриса театра и кино.
- 10 января — Хамит Гадельшин (76) — Герой Советского Союза.
- 10 января — Николай Дудецкий (88) — Герой Советского Союза.
- 10 января — Дангуоле Расалайте (16) — 16-летняя литовская девушка, которая против своей воли попала в сексуальное рабство в Швеции и, не выдержав, покончила с собой, спрыгнув с моста.
- 12 января — Евгений Глебов (70) — советский и белорусский композитор. Народный артист СССР.
- 14 января — Мече Барба (77) — мексиканская актриса, исполнительница роли Сестры Мерседес в сериале «Дикая Роза».
- 14 января — Алан Пуаре (фр. Alain Poire, 82) — французский продюсер (фильмы «Бум», «Бум 2» и др.).
- 14 января — Клиффорд Трусделл (80) — американский математик, механик, физик и историк науки.
- 15 января — Леонид Бринь (72) — советский и украинский скульптор-монументалист.
- 15 января — Тадеуш Вроньский (84 или 85) — польский скрипач, музыковед и музыкальный педагог (род. в 1915).
- 15 января — Сергей Иванов (48) — советский киноактёр («В бой идут одни „старики“»), заслуженный артист Украины (1992).
- 15 января — Иван Косых (74) — советский киноактёр, мастер эпизодических ролей, приёмный отец актёра Виктора Косых.
- 15 января — Желько Ражнатович «Аркан» (47) — сербский бизнесмен и политик, основатель и командир Сербской добровольческой гвардии; застрелен в белградской гостинице «Интерконтиненталь».
- 15 января — Владимир Шитик (77) — белорусский советский писатель, журналист.
- 17 января — Иван Денисенков (79) — председатель колхоза, Герой Социалистического Труда.
- 17 января — Вадим Ефимов (76) — Герой Советского Союза.
- 17 января — Владимир Микулич (79) — партийный и государственный деятель БССР.
- 17 января — Шэрин Кей Седерман (51) — новозеландская феминистка и банкир.
- 18 января — Николай Видулин (76) — Герой Советского Союза.
- 18 января — Янис Зариньш (86) — латвийский и советский скульптор, народный художник Латвийской ССР.
- 18 января — Владимир Успенский (72) — русский писатель.
- 19 января — Беттино Кракси (65) — 66-й премьер-министр Италии, первый социалист на этом посту.
- 19 января — Лев Лосев (75) — директор Театра им. Моссовета, заслуженный работник культуры Российской Федерации, мемуарист.
- 20 января — Анатолий Напреев (49) — советский футболист, нападающий.
- 20 января — Александр Ситковский (85) — Герой Советского Союза.
- 20 января — Изабелла Юрьева (100) — советская эстрадная певица (контральто), народная артистка России (1992).
- 21 января — Софья Пилявская (88) — советская и российская актриса театра и кино, народная артистка СССР.
- 21 января — Павел Урюпин (76) — Герой Советского Союза.
- 22 января — Иван Щёкин (55) — советский и белорусский футболист и футбольный тренер.
- 23 января — Марат Оспанов (50) — Первый Председатель Мажилиса Парламента Республики Казахстан.
- 24 января — Лев Перфилов (66) — советский, украинский актёр, Заслуженный артист Украины.
- 26 января — Альфред Ван Вогт (87) — американский писатель-фантаст.
- 27 января — Фридрих Гульда (69) — австрийский пианист, композитор и музыкальный педагог.
- 29 января — Николай Майданов (43) — Герой Советского Союза.
- 30 января — Рюрик Миньяр-Белоручев (77) — переводчик и преподаватель.
- 30 января — Пётр Русинов (87) — Полный кавалер Ордена Славы.

## Февраль
- Предположительно 1 февраля — Евгений Дунаевский (67) — российский художник, старший сын композитора Исаака Дунаевского и брат Максима Дунаевского (род. 30 апреля 1932).
- 2 февраля — Василий Мика (74) — участник Великой Отечественной войны, советский офицер, гвардии полковник.
- 3 февраля — Сулико Жгенти (79) — грузинский советский актёр и сценарист.
- 4 февраля — Виктор Алябьев (78) — советский и российский инженер и ученый в области лесной промышленности.
- 5 февраля — Клод Отан-Лара (98) — французский кинорежиссёр, позднее старейший депутат Европарламента.
- 7 февраля — Павел Плетенской (81) — участник Великой Отечественной войны, Герой Советского Союза.
- 8 февраля — Ион Георге Маурер (97) — румынский политик, председатель Государственного совета Румынии (президент страны) 11 января 1958 — 21 марта 1961.
- 9 февраля — Евгений Андреев (73) — Герой Советского Союза, заслуженный парашютист-испытатель СССР, заслуженный мастер спорта СССР, полковник.
- 9 февраля — Виктор Рейхет (77) — советский живописец и педагог.
- 9 февраля — Василий Сорокин (85) — участник Великой Отечественной войны, Герой Советского Союза.
- 10 февраля — Константин Берман (85) — советский клоун, Заслуженный артист РСФСР(1956).
- 11 февраля — Роже Вадим (72) — французский кинорежиссёр, сценарист, актёр и продюсер.
- 11 февраля — Владимир Бутков (83) — видный общественный деятель Русской Белой эмиграции, Председатель Русского Обще-Воинского Союза (РОВС).
- 12 февраля — Скримин Джей Хокинс (70) — афроамериканский музыкант, один из самых известных и влиятельных американских музыкантов 50-х годов XX века.
- 14 февраля — Феофан Васильев (82) — Герой Советского Союза.
- 15 февраля — Валентина Савицкая (83) — советская лётчица, в годы Великой Отечественной войны — штурман 587-го — 125-го гвардейского Борисовского орденов Суворова 3-й степени и Кутузова 3-й степени бомбардировочного авиационного полка, гвардии капитан, Герой Российской Федерации (1995)
- 15 февраля — Владимир Уткин (76) — российский, советский ученый и конструктор в области ракетно-космической техники, доктор технических наук, профессор.
- 15 февраля — Евгений Чуйков (75) — украинский художник.
- 16 февраля — Амирхан Еникеев (90) — татарский писатель-прозаик, публицист, народный писатель Республики Татарстан.
- 17 февраля — Никита Чарушин (65) — художник-иллюстратор, народный художник России.
- 18 февраля — Давид Виницкий (80) — советский художник-постановщик, заслуженный художник РСФСР, член Союза кинематографистов.
- 18 февраля — Иван Поцелуев (84) — Герой Советского Союза.
- 19 февраля — Валерий Губенко (61) — украинский военный деятель, генерал армии Украины.
- 19 февраля — Фриденсрайх Хундертвассер (71) — австрийский архитектор и живописец, создатель оригинальных зданий в «экологичном», «биоморфном» стиле.
- 20 февраля — Анатолий Собчак (62) — российский политический деятель времён перестройки, первый мэр Санкт-Петербурга.
- 20 февраля — Владимир Яцина (51) — журналист, фотокорреспондент ИТАР-ТАСС; похищен и убит чеченскими сепаратистами.
- 21 февраля — Михаил Боченков (24) — Герой Российской Федерации.
- 21 февраля — Иван Булаенко (87) — Герой Советского Союза.
- 21 февраля — Геннадий Мельников (71) — советский российский учёный-лингвист, создатель системной теории языка («системной лингвистики»), профессор РУДН (род. 22 августа 1928).
- 22 февраля — Арнольд Витоль (77) — советский и российский кинодраматург, журналист, биограф.
- 22 февраля — Анатолий Дорофеев (79) — советский военный деятель, полковник, в годы Великой Отечественной войнвы командир 3 стрелкового батальона 17-го гвардейского стрелкового полка 5-й гвардейской стрелковой дивизии 11-й гвардейской армии 3-го Белорусского фронта,  Герой Российской Федерации (1995).
- 22 февраля — Аркадий Хайт (61) — российский сатирик, писатель, сценарист.
- 23 февраля — Иван Березуцкий (81) — Герой Советского Союза.
- 23 февраля — Николай Гуляев (84) — советский футболист и футбольный тренер. Мастер спорта. Заслуженный тренер СССР.
- 23 февраля — Офра Хаза (42) — популярная израильская певица; СПИД.
- 23 февраля — Иван Похлебаев (82) — Герой Советского Союза.
- 24 февраля — Борис Зайцев (62) — хоккеист, Олимпийский чемпион 1964 по хоккею с шайбой, заслуженный мастер спорта СССР.
- 25 февраля — Ефим Мамешин (86) — советский и российский архитектор.
- 26 февраля — Джованна Савойская (92) — итальянская принцесса, после замужества царица Болгарии.
- 26 февраля — Павел Кулешов (91) — советский военачальник, маршал артиллерии, Герой Социалистического Труда.
- 26 февраля — Николай Лагунов (78) — Герой Советского Союза.
- 26 февраля — Максим Паламарчук (83) — экономгеограф и экономист.
- 26 февраля — Иван Стадничук (86) — советский художник. Член Союза художников СССР.
- 27 февраля — Марина Левтова (40) — советская и российская актриса театра и кино, заслуженная артистка России (1999); погибла.
- 27 февраля — Хей, Джеймс Стэнли (90) — английский радиоинженер, один из пионеров радиоастрономии.
- 29 февраля — Александр Кондратьев (81) — полный кавалер ордена Славы.
- 29 февраля — Никита Моисеев (82) — российский учёный в области общей механики и прикладной математики.
- 29 февраля — Сергей Молодов (34) — десантник, гвардии майор, Герой Российской Федерации.

## Март
1 марта
- Погибшие во время боя у высоты 776:
  - Александр Гердт (19) — гвардии ефрейтор в составе 6-го парашютно-десантного батальона 104-го гвардейского Краснознамённого парашютно-десантного полка, Герой Российской Федерации (посмертно).
  - Алексей Воробьёв (24) — гвардии старший лейтенант в составе парашютно-десантного батальона 104-го гвардейского Краснознамённого парашютно-десантного полка 76-й гвардейской воздушно-десантной Черниговской Краснознаменной дивизии, Герой Российской Федерации.
  - Сергей Василёв (19) — гвардии младший сержант, командир отделения 6-й роты 2-го парашютно-десантного батальона 104-го гвардейского Краснознамённого парашютно-десантного полка 76-й гвардейской Черниговской Краснознамённой воздушно-десантной дивизии, Герой Российской Федерации.
- 2 марта — Николай Коваленко (77) — Полный кавалер ордена Славы.
- 2 марта — Владимир Маркарьянц (65) — армянский советский политический и партийный деятель.
- 3 марта — Николай Воронцов (66) — российский учёный-зоолог, эволюционист, эколог и генетик, государственный деятель.
- 3 марта — Пётр Захаров (22) — командир разведывательной группы 84-й отдельный разведывательный мотострелковый батальон, Герой Российской Федерации.
- 3 марта — Иван Козеко (84) — белорусский советский литературовед, критик.
- 4 марта — Николай Сотников (73) — Герой Советского Союза.
- 5 марта — Евгений Киевленко (76) — советский и российский геолог.
- 5 марта — Николай Кузнецов (83) — лётчик, военачальник, учёный, писатель.
- 5 марта — Лоло Феррари (37) — французская танцовщица, порноактриса и певица; удушье.
- 5 марта — Даниел Яновский (74) — канадский шахматист, гроссмейстер.
- 6 марта — Вали Набиев (84) — Герой Советского Союза.
- 6 марта — Александр Отраковский (53) — российский военный деятель, Герой Российской Федерации, генерал-майор.
- 7 марта — Пи Ви Кинг (86) — американский певец в жанре кантри.
- 8 марта — Николай Платонов (77) — Герой Советского Союза.
- 8 марта — Иван Суржиков (71) — советский и российский певец, тенор, исполнитель русских народных песен.
- 9 марта — Артём Боровик (39) — российский журналист; погиб в авиакатастрофе.
- 9 марта — Зия Бажаев (39) — российский бизнесмен, основатель компании «Альянс»; авиакатастрофа.
- 9 марта — Ирина Гудовщикова (82) — советский и российский ученый-библиограф и библиографовед.
- 9 марта — Василий Пономаренко (84) — Герой Социалистического Труда.
- 10 марта — Масгут Аюханов (75) — экономист, почётный академик АН РБ (1995), доктор экономических наук.
- 10 марта — Валентин Лалаянц (87) — художник-постановщик, художник-мультипликатор, режиссёр мультипликационных фильмов.
- 10 марта — Владимир Трухановский (85) — советский историк, дипломат, главный редактор журнала «Вопросы истории».
- 11 марта — Наталия Басманова (94) — советский художник-иллюстратор, график.
- 11 марта — Казимир Брандис (83) — польский писатель и киносценарист.
- 12 марта — Эммануил Мисько (70) — украинский советский скульптор.
- 13 марта — Яков Варшавский (88) — российский кинокритик, киновед, драматург и сценарист.
- 13 марта — Иван Калиненко (79) — советский учёный-селекционер.
- 13 марта — Луиза Восгерчян (77) — американская пианистка и музыкальный педагог армянского происхождения.
- 14 марта — Си Жером (52) — французский поп-певец, теле- и радиоведущий; рак.
- 15 марта — Даниил Данин (86) — прозаик, сценарист, литературный критик, лауреат Государственной премии России.
- 15 марта — Василий Тимченко (88) — участник Великой Отечественной войны, Герой Советского Союза.
- 15 марта — Александр Якубенко (82) — русский советский детский писатель и врач.
- 16 марта — Георгий Загайнов (77) — участник Великой Отечественной войны, Герой Советского Союза.
- 16 марта — Григорий Коптилов (82) — сержант Рабоче-крестьянской Красной Армии, участник Великой Отечественной войны, Герой Советского Союза.
- 16 марта — Павел Прудников (88) — советский и белорусский поэт и писатель, заслуженный работник культуры Республики Беларусь (1992).
- 17 марта — Владимир Арбеков (72) — советский режиссёр мультипликационных фильмов.
- 18 марта — Исайяс Голгер (95) — бразильский историк-марксист и общественный деятель.
- 19 марта — Вячеслав Беляев (76) — Герой Советского Союза.
- 19 марта — Михаил Ефремов (88) — советский партийный и государственный деятель, заместитель Председателя Совета Министров СССР (1965—1971), чрезвычайный и полномочный посол СССР.
- 19 марта — Борис Медовар (83) — металлург, доктор технических наук.
- 19 марта — Павел Степанов (76) — советский и российский учёный в области гидрологии, профессор.
- 20 марта — Адольф Скулте (90) — латышский советский композитор, педагог. Народный артист СССР.
- 21 марта — Иван Аляев (82) — Герой Советского Союза.
- 21 марта — Сергей Батышев (84) — Герой Советского Союза.
- 22 марта — Пётр Гейслер (22) — Герой России
- 22 марта — Константин Кожанов (87) — генерал-полковник танковых войск. Кавалер семи орденов Красного Знамени. Участник Великой Отечественной войны.
- 23 марта — Григорий Филатов (81) — Герой Советского Союза.
- 23 марта — Иоаким Шароев (69) — советский и российский оперный и эстрадный режиссёр, педагог. Народный артист СССР.
- 24 марта — Николай Китаев (82) — подполковник Советской Армии, участник Великой Отечественной войны, Герой Советского Союза.
- 24 марта — Юрий Малинин — оперный и эстрадный певец.
- 24 марта — Никандр Романов (77) — Герой Социалистического Труда.
- 25 марта — Нагашбай Шайкенов (53) — казахстанский учёный-юрист и политический деятель. Доктор юридических наук (1992), профессор.
- 26 марта — Михаил Всеволожский (82) — советский партийный деятель.
- 26 марта — Андрей Евтушенко (76) — Полный кавалер Ордена Славы.
- 26 марта — Гурген Саакян (86) — советский и армянский астрофизик.
- 27 марта — Максим Коняшкин — участник Великой Отечественной войны, Герой Советского Союза.
- 27 марта — Спартак Маковский (79) — командир эскадрильи 43-го истребительного авиационного полка 8-й воздушной армии 4-го Украинского фронта, старший лейтенант. Герой Советского Союза.
- 28 марта — Николай Антонов (78) — участник Великой Отечественной войны, Герой Советского Союза.
- 28 марта — Семён Бабаевский (90) — русский советский писатель, прозаик.
- 28 марта — Энтони Поуэлл (94) — британский писатель.
- 28 марта — Юрий Тарасов (39) — советский футболист. Мастер спорта СССР.
- 30 марта — Рудольф Кирхшлегер (85) — Федеральный президент Австрии (1974-1986)
- 30 марта — Николай Редкин (77) — участник Великой Отечественной войны, Герой Советского Союза.

## Апрель
- 1 апреля — Владимир Василевский (86) — Герой Советского Союза.
- 1 апреля — Лев Кузьмин (72) — советский и российский детский писатель, автор книг о детях и для детей.
- 2 апреля — Зекерия Акназаров (75) — советский политический деятель, председатель СМ Башкирской АССР (1962-1986).
- 2 апреля — Томмазо Бушетта (71) — американский мафиози и пентито.
- 2 апреля — Матвей Меркулов (81) — Герой Советского Союза.
- 3 апреля — Владимир Брусьянин (46) — русский поэт.
- 3 апреля — Милко Бобоцов (68) — болгарский шахматист, гроссмейстер (1961).
- 3 апреля — Сергей Гуляев (81) — Герой Советского Союза.
- 3 апреля — Семен Никин (85) — Герой Советского Союза.
- 4 апреля — Бранданзиньо (74) — бразильский футболист, атакующий полузащитник.
- 5 апреля — Николай Андреев (78) — советский офицер, танкист-ас, участник Великой Отечественной войны, Герой Советского Союза, генерал-лейтенант.
- 5 апреля — Эдуард Гаврилов (66) — советский кинорежиссёр и сценарист.
- 5 апреля — Николай Ермолович (78) — белорусский писатель, историк.
- 5 апреля — Ирина Себрова (85) — командир звена 46-го гвардейского ночного бомбардировочного авиационного полка 325-й ночной бомбардировочной авиационной дивизии, гвардии старший лейтенант. Герой Советского Союза.
- 6 апреля — Хабиб Бургиба (96) — первый президент Туниса (1957—1987).
- 6 апреля — Юрий Воронёнков (89) — советский государственный и партийный деятель,председатель Казахского СНХ (1963-1965).
- 8 апреля — Вадим Червов (69) — украинский виолончелист русского происхождения.
- 11 апреля — Эльвира Бруновская (Шварева) (63) — советская и российская актриса театра и кино, Заслуженная артистка России (1998), вдова актёра Вадима Бероева.
- 11 апреля — Виктор Самойлович (88) — архитектор, исследователь народной архитектуры, профессор, доктор искусствоведения.
- 11 апреля — Геннадий Сухорученко (65) — русский советский поэт.
- 12 апреля — Николай Огренич (62) — тенорный певец, профессор, ректор Одесской государственной консерватории им. А.В.Неждановой. Народный артист УССР.
- 13 апреля — Джорджио Бассани (84) — итальянский писатель.
- 13 апреля — Айварс Гипслис (63) — латвийский шахматист, гроссмейстер.
- 14 апреля — Борис Львов-Анохин (73) — русский театральный режиссёр, театровед, балетовед.
- 15 апреля — Ирина Губанова (60) — советская актриса театра и кино.
- 15 апреля — Азат Машуров (60) — общественный деятель уйгурского сообщества в Казахстане.
- 17 апреля — Пётр Глебов (85) — советский и российский актёр театра и кино, Народный артист СССР (1981).
- 17 апреля — Михаил Кочетков (89) — Герой Советского Союза.
- 17 апреля — Николай Соколов (96) — советский художник (см. Кукрыниксы).
- 17 апреля — Талалакин, Андрей Иванович (62) — заслуженный лётчик-испытатель СССР (1984), Герой Российской Федерации (1993).
- 18 апреля — Ицхак Беренблум (96) — израильский биохимик, один из первых исследователей рака в Израиле. Один из основоположников экспериментальной онкологии.
- 18 апреля — Анатолий Борискин (80) — Герой Советского Союза.
- 18 апреля — Григорий Сердюк (80) — Герой Советского Союза.
- 19 апреля — Татьяна Булыгина (70) — российский языковед.
- 19 апреля — Сергей Залыгин (86) — русский советский писатель, редактор журнала «Новый Мир».
- 19 апреля — Григор Ханджян (73) — советский живописец и график.
- 20 апреля — Михаил Ласточкин (77) — русский, советский скульптор, член Союза художников СССР.
- 20 апреля — Антра Лиедскалныня (69) — советская и латвийская актриса театра и кино.
- 24 апреля — Джордж Майкл Волков (86) — канадский физик.
- 25 апреля — Алла Ларионова (69) — советская актриса, вдова Николая Рыбникова.
- 25 апреля — Дики Карр (89) — индийский легкоатлет.
- 25 апреля — Пётр Попов (85) — Герой Советского Союза.
- 26 апреля — Владимир Агкацев (89) — советский политический деятель, 1-й секретарь Северо-Осетинского областного комитета КПСС (1953-1961).
- 26 апреля — Иван Рыбалко (74) — Герой Советского Союза.
- 26 апреля — Николай Шевелёв (34) — Герой Российской Федерации.
- 27 апреля — Григорий Цейтлин (88) — советский, российский художник.
- 28 апреля — Фёдор Бабичев (83) — советский украинский учёный.
- 28 апреля — Овидий Горчаков (75) — советский разведчик, русский советский писатель и сценарист.
- 28 апреля — Антонио Буэро Вальехо (83) — испанский драматург.
- 29 апреля — Фам Ван Донг (94) — премьер-министр Северного Вьетнама (1955—1976) и объединённого Вьетнама (1976—1987), сподвижник Хо Ши Мина.
- 30 апреля — Иосиф Курлат (72) — детский поэт, основатель Всеукраинского фестиваля детской поэзии.
- 30 апреля — Иван Чещарин (75) — Герой Советского Союза.

## Май
- 1 мая — Александр Караогланов (90) — советский военный деятель.
- 2 мая — Аскар Шайхиев — советский самбист, чемпион СССР и мира, обладатель Кубка мира, мастер спорта СССР международного класса.
- 3 мая — Мамука Кикалейшвили (39) — советский, российский и грузинский актёр театра и кино, кинорежиссёр.
- 3 мая — Дмитрий Голубев (73) — участник Великой Отечественной войны, Герой Советского Союза.
- 3 мая — Павел Мостовой (69) — советский государственный деятель.
- 4 мая — Александр Ахиезер (88) — советский и украинский физик-теоретик.
- 4 мая — Николай Фоменко (76) — участник Великой Отечественной войны, Герой Советского Союза.
- 5 мая — Григорий Комарицкий (83) — участник Великой Отечественной войны, Герой Советского Союза.
- 6 мая — Джон Уорд (75) — британско-австралийский физик-теоретик.
- 7 мая — Михаил Мошенский (53) — русский белорусский предприниматель.
- 7 мая — Юрий Когинов (75) — советский и российский журналист, писатель.
- 9 мая — Бимболат Ватаев (61) — народный артист России; в 1994—2000 — министр культуры Северной Осетии.
- 11 мая — Паула Вессели (93) — австрийская актриса театра и кино.
- 11 мая — Евгений Кунгурцев (78) — дважды Герой Советского Союза, генерал-майор авиации.
- 11 мая — Рене Муньос (62) — известный кубинский и мексиканский сценарист и актёр, создавший ряд сценариев к культовым латиноамериканским сериалам; рак.
- 12 мая — Саркис Арутчян (79) — армянский советский художник.
- 12 мая — Михаил Колосов (81) — участник Великой Отечественной войны, Герой Советского Союза.
- 12 мая — Исраел Степанян (75) — Полный кавалер ордена Славы.
- 13 мая — Пол Бартел (61) — американский кинорежиссёр, актёр, сценарист.
- 14 мая — Ирбек Кантемиров (71) — осетинский цирковой артист, конный наездник, каскадёр, тренер-педагог, народный артист СССР (1989) (снимался в фильмах «Смелые люди», «Огненные вёрсты», «Бег» и др.).
- 14 мая — Инна Кашежева (56) — советская поэтесса и переводчик кабардинских поэтов .
- 14 мая — Кэйдзо Обути (62) — 84-й премьер-министр Японии (30 июля 1998 — 5 апреля 2000).
- 15 мая — Василий Белозерцев (76) — участник Великой Отечественной войны, Герой Советского Союза.
- 15 мая — Альфред Кучевский (68) — советский хоккеист, защитник. Заслуженный мастер спорта СССР.
- 15 мая — Виктор Рябов (75) — передовик советского сельского хозяйства, бригадир тракторной бригады колхоза имени Калинина Зеленоградского района Калининградской области, Герой Социалистического Труда.
- 16 мая — Иван Василенко (81) — участник Великой Отечественной войны, Герой Советского Союза.
- 16 мая — Владимир Жигунов (80) — участник Великой Отечественной войны, Герой Советского Союза.
- 17 мая — Ангелина Степанова (94) — советская и российская театральная актриса, вдова писателя Александра Фадеева.
- 17 мая — Евгений Шкурдалов (78) — участник Великой Отечественной войны, Герой Советского Союза.
- 18 мая — Николай Любарский (78) — красноармеец Рабоче-крестьянской Красной Армии, участник Великой Отечественной войны, Герой Советского Союза.
- 18 мая — Александр Щукин (31) — советский и российский футболист, полузащитник.
- 19 мая — Анатолий Рыжиков (80) — участник Великой Отечественной войны, Герой Советского Союза.
- 19 мая — Евгений Хрунов (66) — советский космонавт, Герой Советского Союза.
- 19 мая — Павел Шевелёв (83) — участник Великой Отечественной войны, Герой Советского Союза.
- 20 мая — Жан Пьер Рампаль (78) — французский флейтист, один из крупнейших в истории исполнителей на этом инструменте.
- 20 мая — Эрих Мильке (92) — крупный государственный и коммунистический деятель Германской Демократической Республики (ГДР).
- 20 мая — Ефим Полозов (78) — Полный кавалер Ордена Славы.
- 21 мая — Барбара Картленд (98) — британская писательница, автор многочисленных сентиментальных романов.
- 21 мая — Джон Гилгуд (96) — британский актёр.
- 21 мая — Дмитрий Шкоропад (76) — российский военный химик-инженер.
- 21 мая — Ольга Беляева — российская актриса, была женой Дмитрия Астрахана, снялась в фильмах «Белые одежды», «Всё будет хорошо», «Четвёртая планета», «Перекрёсток», «Тонкая штучка» и др.; умерла в результате ожогов, полученных в пожаре в ночь на 16 мая (род. в 1964).
- 24 мая — Олег Ефремов (72) — советский и российский театральный режиссёр, народный артист СССР.
- 24 мая — Василий Кряжев (82) — Герой Советского Союза.
- 26 мая — Сергей Постевой (78) — Герой Советского Союза.
- 28 мая — Игорь Билозир (45) — народный артист Украины, талантливый украинский композитор и исполнитель.
- 28 мая — Винцентас Сладкявичус (79) — литовский кардинал, архиепископ—митрополит Каунаса.
- 29 мая — Мирослав Бутрин (74) — советский и украинский библиограф.
- 29 мая — Иван Катков (85) — Герой Советского Союза.
- 29 мая — Иван Маюров (81) — Герой Советского Союза.
- 30 мая — Тухтасин Ахмедов (84) — Герой Советского Союза.
- 30 мая — Талат Бакиханов (72) — азербайджанский музыкант, игравший на кяманче, исполнитель мугама.

## Июнь
- 1 июня — Егор Дергилев (80) — Герой Советского Союза.
- 2 июня — Лепо Сумера (50) — эстонский композитор.
- 2 июня — Заменга Батукезанга (67) — конголезский писатель.
- 2 июня — Святослав Фёдоров (72) — российский врач-офтальмолог, глазной микрохирург, один из участников внедрения радиальной кератотомии, политик; авиакатастрофа[1].
- 2 июня — Михаил Швейцер (80) — советский кинорежиссёр (фильмы «Золотой телёнок», «Маленькие трагедии», «Мёртвые души», «Крейцерова соната» и др.)[2]
- 3 июня — Владимир Библер (81) — российский философ, культуролог, историк культуры.
- 6 июня — Пауль Вальтер (94) — австрийский дирижёр.
- 8 июня — Алексей Жолдак (82) — украинский и советский поэт, переводчик и сценарист, сатирик, юморист.
- 9 июня — Шей Бреннан (63) — ирландский футболист, защитник.
- 9 июня — Николай Дёмин (76) — Герой Советского Союза.
- 10 июня — Хаим Коэн-Мегури (87) — израильский политик, депутат кнессета первых семи созывов от движения «Херут», а затем от блока «ГАХАЛ».
- 10 июня — Рут Рубин (95) — американский этномузыколог, фольклорист, поэтесса и исполнительница еврейских песен на идише.
- 10 июня — Хафез аль-Асад (69) — президент Сирии с 1971.
- 11 июня — Леонид Поляков (78) — журналист Ленинградского радио.
- 12 июня — Алексей «Грюндиг» Перминов (25) — российский поэт, участник рэп-группы «Рабы лампы».
- 13 июня — Ефим Гамбург (75) — российский режиссёр-мультипликатор.
- 13 июня — Роберт Динст (72) — австрийский футболист и футбольный тренер.
- 14 июня — Капан Бадыров (95) — казахский актёр театра и кино. Народный артист Казахской ССР.
- 15 июня — Аркадий Бойцов (77) — советский лётчик-истребитель, замполит 16-го истребительного авиационного полка 97-й истребительной авиационной дивизии, Герой Советского Союза.
- 15 июня — Игорь Бунич (62) — российский писатель и публицист.
- 15 июня — Григорий Горин (60) — российский и советский драматург, прозаик, писатель-сатирик.
- 15 июня — Василий Пасецкий (79) — член-корреспондент Петровской академии наук и искусств.
- 16 июня — Евгений Кривошеев (73) — кандидат исторических наук (1975), эстонский историк, публицист и краевед.
- 16 июня — Наталья Яровенко (81) — российский педагог, Заслуженный учитель РСФСР.
- 19 июня — Богдан Михневич (48) — советский и украинский звукорежиссёр, звукооператор.
- 21 июня — Боис Иргашев (79) — старшина Рабоче-крестьянской Красной Армии, участник Великой Отечественной войны, Герой Советского Союза.
- 21 июня — Лев Любецкий (80) — советский актёр. Заслуженный артист РСФСР.
- 21 июня — Алан Хованесс (89) — американский композитор, автор более 500 сочинений, среди которых 67 симфоний.
- 22 июня — Радивойе Йованович-Брадонья (81) — Народный герой Югославии, военный деятель времён Второй мировой войны.
- 22 июня — Эмерих Микулец (64) — советский футболист, вратарь.
- 22 июня — Дмитрий Сергеев (78) — русский советский прозаик, геолог.
- 23 июня — Григорий Елисеев (81) — Герой Советского Союза.
- 23 июня — Геннадий Чечуро (60) — советский украинский баскетболист.
- 24 июня — Иван Красиков (76) — участник Великой Отечественной войны, полный кавалер ордена Славы.
- 24 июня — Анатолий Черноусов (63) — сибирский писатель.
- 25 июня — Иван Быков (77) — Полный кавалер Ордена Славы.
- 25 июня — Николай Озолин (93) — советский легкоатлет, тренер и учёный в области спортивной педагогики.
- 26 июня — Владимир Ермолаев (76) — Герой Советского Союза.
- 28 июня — Василий Коняхин (77) — Герой Советского Союза.
- 29 июня — Дюша Романов (43) — советский и российский рок-музыкант, более всего известный в качестве участника рок-группы «Аквариум».
- 29 июня — Моника Миронайте (87) — литовская театральная актриса.
- 30 июня — Назаршо Додхудоев (84) — советский таджикский государственный деятель.
- 30 июня — Николай Ерёменко (старший) (74) — советский актёр, народный артист СССР.
- 30 июня — Лоик Шерали (59) — таджикский поэт, иранист и один из основных фигур таджикско-персидской литературы Таджикистана и Центральной Азии.

## Июль
- 1 июля — Иван Васильев (76) — участник Великой Отечественной войны, Герой Советского Союза.
- 1 июля — Юлиан Вовк (77) — советский и украинский учёный-правовед, доктор юридических наук.
- 1 июля — Уолтер Маттау (79) — американский актёр.
- 1 июля — Михаил Семиряга (77) — советский и российский военный историк.
- 2 июля — Джоуи Данлоп (48) — североирландский мотогонщик; несчастный случай во время гонки.
- 2 июля — Август Рапитто — Жонглёр.
- 2 июля — Анатолий Уфимцев (86) — советский шахматист и теоретик.
- 3 июля — Нэнси Като (83) — австралийская поэтесса и прозаик.
- 3 июля — Василий Ремизов (83) — участник Великой Отечественной войны, Герой Советского Союза.
- 3 июля — Серафим (Тихонов) (65) — архиепископ Пензенский и Кузнецкий.
- 4 июля — Пётр Белясник (82) — полковник Советской Армии, участник Великой Отечественной войны, Герой Советского Союза.
- 4 июля — Иван Герман (84) — советский летчик. Герой Советского Союза.
- 4 июля — Юрий Клинских (35) — лидер группы «Сектор газа»; сердечный приступ.
- 4 июля — Ханако Исии (89) — гражданская жена и последняя любовь Рихарда Зорге; отыскала останки разведчика в общей могиле и перезахоронила отдельно на кладбище Тама в Токио; похоронена рядом с Зорге.
- 4 июля — Виктор Коварский (70) — молдавский физик-теоретик, биофизик, доктор физико-математических наук.
- 4 или 6 июля — Марина Крошина (46 или 47) — советская теннисистка, заслуженный мастер спорта СССР (1986), семикратная чемпионка СССР, пятикратная чемпионка Европы, чемпионка юношеского Уимблдона 1971 года и финалистка 1970 года; самоубийство.
- 4 июля — Густав Херлинг-Грудзинский (81) — польский писатель.
- 5 июля — Элизабет Морком (91) — австралийская пианистка, органист и аккомпаниатор.
- 5 июля — Павел Чалов (78) — Герой Советского Союза.
- 7 июля — Рут Вернер (93) — немецкая коммунистка, разведчица.
- 7 июля — Олег Берлев (67) — российский египтолог.
- 7 июля — Михаил Друян (88) — советский оператор-постановщик мультипликационных фильмов.
- 7 июля — Дмитрий Завадский (27) — журналист, телеоператор, в 1994—1997 годах личный оператор Александра Лукашенко; похищен в Минске и убит.
- 8 июля — FM-2030 (наст. имя Fereidoun M. Esfandiary) (69) — писатель-фантаст, футуролог и философ, один из основателей трансгуманистического движения.
- 10 июля — Олег Белоненко (50) — бизнесмен, генеральный директор ОАО «Уралмаш» с декабря 1999; убийство.
- 13 июля — Игорь Пятницкий (89) — профессор, доктор химических наук.
- 14 июля — Алла Балтер (60) — советская российская актриса театра и кино, супруга Эммануила Виторгана.
- 14 июля — Марк Олифант (98) — австралийский физик-экспериментатор, первооткрыватель трития, чьи исследования и общественная деятельность сыграли ключевую роль в разработке ядерного оружия США и Великобритании.
- 14 июля — Мередит Макрэй (56) — американская актриса кино и телевидения.
- 15 июля — Семен Грузберг (82) — украинский советский художник-график.
- 15 июля — Иван Калинин (80) — Герой Советского Союза.
- 16 июля — Игорь Домников (41) — журналист «Новой газеты», заведующий отделом спецпроектов газеты; убийство.
- 17 июля — Дмитрий Балашов (72) — русский писатель; убийство.
- 17 июля — Эди Огнецвет (86) — белорусская поэтесса.
- 18 июля — Хосе Анхель Валенте (71) — испанский поэт, эссеист, переводчик, писал на испанском и галисийском языках.
- 18 июля — Павел Семенцов (81) — участник Великой Отечественной войны, Герой Советского Союза.
- 19 июля — Андрей Гриб (78) — полковник Советской Армии, участник Великой Отечественной войны, Герой Советского Союза.
- 19 июля — Владимир Пустарнаков (75) — советский российский живописец.
- 20 июля — Мидхат Афридонов (75) — государственный деятель. Первый секретарь Октябрьского горкома КПСС
- 20 июля — Галина Павлова (74) — советский историк науки, специалист в области источниковедения и истории Средних веков.
- 21 июля — Владимир Багиров (63) — шахматист, гроссмейстер (1978).
- 22 июля — Константин Карих (86) — советский инженер-электрик.
- 22 июля — Фёдор Крапивный (83) — майор Советской Армии, участник советско-японской войны, Герой Советского Союза.
- 22 июля — Клод Соте (76) — французский кинорежиссёр и сценарист; рак.
- 23 июля — Марс Рафиков (66) — советский военный лётчик, член первого отряда космонавтов СССР.
- 24 июля — Анатолий Фирсов (59) — советский хоккеист, один из лучших нападающих в истории хоккея.
- 24 июля — Ахмад Шамлу (74) — персидский поэт, писатель, литературный критик и переводчик.
- 25 июля — Анатолий Ржанов (80) — советский и российский учёный, специалист в области полупроводниковой микроэлектроники и физики поверхности полупроводников. Академик АН СССР и РАН.
- 26 июля — Дамир Белов (64) — советский и российский радио- и тележурналист[3].
- 26 июля — Юрий Смирнов (76) — советский футболист, вратарь, футбольный тренер. Мастер спорта СССР.
- 27 июля — Габдулхай Саитов (76) — Герой Советского Союза.
- 27 июля — Юсуп Сосламбеков (43 или 44) — чеченский политик, президент Конфедерации народов Кавказа; умер в результате покушения, совершённого на него 18 июля (род. 1956)[4].[5]
- 28 июля — Василий Шелякин (78) — Полный кавалер ордена Славы.
- 29 июля — Марина Полбенцева (Мария Ганулич) (65) — советская и российская актриса, Заслуженная артистка России (1987).
- 30 июля — Семён Белиц-Гейман (79) — советский теннисист, мастер спорта СССР.
- 30 июля — Иван Якурнов (87) — Герой Советского Союза.
- 31 июля — Сергей Сотников (79) — Полный кавалер Ордена Славы.

## Август
- 1 августа — Анатолий Зиневич (67) — советский и армянский военный, генерал-лейтенант, один из создателей Армии обороны непризнанной НКР.
- 1 августа — Геннадий Мякшин (78) — Герой Советского Союза.
- 1 августа — Галина Сергеева (86) — советская и российская актриса театра и кино («Пышка», «Актриса» и др. фильмы).
- 2 августа — Иван Торжинский (84) — Герой Советского Союза.
- 3 августа — Владимир Безбоков (78) — советский военачальник, Герой Советского Союза.
- 3 августа — Иоанн Лысов (78) — эстонский и советский баскетболист.
- 3 августа — Мириан Цалкаламанидзе (73) — советский борец вольного стиля, Олимпийский чемпион, Заслуженный мастер спорта СССР.
- 3 августа — Эмин Хачатурян (69) — советский, армянский и российский дирижёр, народный артист РСФСР.
- 4 августа — Галина Зубченко (71) — украинская художница.
- 4 августа — Олег Кузнецов (31) — советский, российский и украинский серийный убийца.
- 5 августа — Курбан Бабаев (89) — доктор геолого-минералогических наук.
- 5 августа — Алек Гиннесс (86) — британский актёр.
- 6 августа — Анатолий Жигулин (70) — русский поэт и писатель, автор автобиографической повести «Черные камни» (1988).
- 6 августа — Евгений Григорьев (65) — советский и российский кинодраматург, автор сценариев фильмов «Горячий снег» (в соавторстве), «Романс о влюблённых» и др., Заслуженный деятель искусств РСФСР (1982).
- 7 августа — Геральд Матюшин (72) — советский и российский археолог.
- 7 августа — Мельников, Андрей Николаевич (26) — сотрудник Министерства внутренних дел Российской Федерации, старший прапорщик милиции.
- 7 августа — Виктор Титов (61) — советский и российский кинорежиссёр (фильмы «Ехали в трамвае Ильф и Петров», «Здравствуйте, я ваша тётя!», «Открытая книга», «Адам женится на Еве», «Отпуск за свой счёт», «Жизнь Клима Самгина», «Кадриль», «Плачу вперёд!», и др.); рак.
- 8 августа — Леонид Ганоцкий (79) — Герой Социалистического Труда.
- 8 августа — Анатолий Ромашин (69) — советский и российский актёр театра и кино, режиссёр; погиб.
- 8 августа — Лев Сечняк (76) — советский и украинский учёный-селекционер.
- 9 августа — Виталий Старухин (51) — советский футболист, мастер спорта СССР.
- 9 августа — Джон Харсаньи (80) — американский экономист венгерского происхождения, лауреат Нобелевской премии (1994) «за фундаментальный анализ равновесия в теории некооперативных игр».
- 11 августа — Михаил Гетманский (76) — Полный кавалер Ордена Славы.
- 11 августа — Колмаков, Семён Спиридонович (70) — советский государственный и хозяйственный деятель.
- 12 августа — Геннадий Лячин (45) — командир АПРК «Курск», капитан 1-го ранга, Герой России; погиб при не выясненных до конца обстоятельствах вместе с экипажем подлодки (всего 118 человек).
- 12 августа — Элияху Бен-Элисар (68) — израильский политик и дипломат.
- 12 или 15 августа — Николай Лавров (56) — советский и российский актёр театра и кино.
- 13 августа — Клаус Баргштен (88) — немецкий офицер-подводник, капитан-лейтенант (1 августа 1942 года).
- 13 августа — Василий Луговой (84) — капитан Рабоче-крестьянской Красной Армии, участник боёв на Халхин-Голе и Великой Отечественной войны, Герой Советского Союза.
- 14 августа — Ростислав Вовкушевский (83) — российский советский живописец, монументалист, педагог, член Санкт-Петербургского Союза художников.
- 14 августа — Хава Волович (83) — писатель, актриса, режиссёр.
- 14 августа — Виктор Каблуков (74) — украинский и советский учёный, специалист в области железнодорожного транспорта, изобретатель.
- 15 августа — Эмиль Валкович (69) — венгерский демограф и статистик.
- 16 августа — Виктор Незнанов (46) — советский и российский киноактёр.
- 17 августа — Конысбек Казантаев (76) — советский и казахский общественный и партийный деятель, ветеран Великой Отечественной войны.
- 17 августа — Владимир Нажимов (77) — советский и российский юрист.
- 17 августа — Александр Харитонов (86) — участник Великой Отечественной войны, Герой Советского Союза.
- 18 августа — Михаил Брылкин (82) — советский актёр театра и кино.
- 19 августа — Вилик Арутюнян (64) — армянский политический и государственный деятель.
- 19 августа — Михаил Рижский (88) — кандидат исторических наук, исследователь Ветхого Завета.
- 22 августа — Алексей Егоров (81) — участник Великой Отечественной войны, Герой Советского Союза.
- 22 августа — Иван Кондауров (73) — участник Великой Отечественной войны, Герой Советского Союза.
- 22 августа — Иван Лысенко (82) — полковник Советской Армии, участник Великой Отечественной войны, Герой Советского Союза.
- 22 августа — Абульфаз Эльчибей (62) — президент Азербайджана в 1992 — 1993 годах.
- 23 августа — Иван Масычев (77) — участник Великой Отечественной войны, Герой Советского Союза.
- 23 августа — Никита Зайцев (44) — советский и российский рок-музыкант, гитарист, скрипач, был участником группы ДДТ
- 24 августа — Виктор Щеглов (78) — советский и российский учёный-юрист, доктор юридических наук, профессор.
- 24 августа — Энди Хуг (35) — швейцарский каратист и кикбоксер.
- 25 августа — Михаил Гайдук (74) — Герой Социалистического Труда.
- 25 августа — Николай Новиков (77) — участник Великой Отечественной войны, Герой Советского Союза.
- 25 августа — Валерий Приёмыхов (56) — советский и российский актёр, режиссёр, сценарист и писатель.
- 25 августа — Валерий Генде-Роте (74) — советский фотограф, мастер портрета и фоторепортажа.
- 25 августа — Карл Баркс (99) — известный диснеевский художник-иллюстратор и автор комиксов.
- 26 августа — Виктор Казаков (77) — советский военный деятель, генерал-лейтенант.
- 27 августа — Эдуард Смольный (66) — советский конферансье, продюсер, постановщик, заслуженный деятель искусств России.
- 28 августа — Иван Котов (80) — участник Великой Отечественной войны, Герой Советского Союза.
- 28 августа — Михаил Леонов (76) — участник Великой Отечественной войны, Герой Советского Союза.
- 28 августа — Сергей Трофимов (76) — Полный кавалер Ордена Славы.
- 28 августа — Иван Фёдоров (79) — участник Великой Отечественной войны, Герой Советского Союза.
- 31 августа — Владимир Каплан (75) — советский украинский и американский шашист.

## Сентябрь
- 1 сентября — Игорь Цветков (65) — российский композитор.
- 2 сентября — Владимир Левитан (82) — лётчик-истребитель, гвардии капитан, Герой Советского Союза.
- 2 сентября — Курт Сиодмак (98) — американский писатель-фантаст и сценарист немецкого происхождения, младший брат режиссёра Роберта Сиодмака.
- 3 сентября — Асаф Абдрахманов (81) — Герой Советского Союза.
- 5 сентября — Гео Якутович (70) — советский и украинский художник, график.
- 6 сентября — Нина Рамишвили (90) — советская и грузинская артистка балета, балетмейстер, народная артистка СССР.
- 6 сентября — Радий Фиш (75) — русский писатель, востоковед.
- 7 сентября — Николай Быжко (82) — советский учёный-артиллерист, лауреат Сталинской премии. Генерал-майор.
- 7 сентября — Борис Зумбулидзе (95) — участник Великой Отечественной войны, подполковник, Герой Советского Союза.
- 7 сентября — Людмила Проценко (73) — украинский историк, архивист.
- 8 сентября — Владимир Грецкий (88) — Герой Советского Союза.
- 9 сентября — Леонид Лабенок (73) — советский и украинский живописец.
- 10 сентября — Виктор Крупский (78) — Герой Советского Союза.
- 10 сентября — Борис Кумаритов (61) — советский и российский актёр театра и дубляжа, Заслуженный артист России.
- 12 сентября — Василий Жаворонков (82) — русский советский живописец.
- 12 сентября — Мукат Мейрманов — советский профсоюзный деятель. Почётный гражданин Астаны.
- 14 сентября — Вилорий Бусловский (36) — майор милиции, командир СОБР УБОП Калининградской области; погиб.
- 14 сентября — Ежи Гедройц (94) — польский публицист, политик, мемуарист, основатель и редактор журнала «Kultura» и издательства «Instytut Literacki».
- 16 сентября — Александра Петрова (19) — российская фотомодель, победительница конкурса «Мисс Россия» 1996 года и других конкурсов красоты. Убийство.
- 16 сентября — Иван Жужукин (75) — Герой Советского Союза.
- 17 сентября — Пётр Богатов (79) — Герой Советского Союза.
- 17 сентября — Георгий Гонгадзе (31) — украинский журналист грузинского происхождения, Герой Украины (2005, посмертно); похищен 16 сентября 2000 и убит (тело найдено 2 ноября 2000 в Таращанском лесу под Киевом).
- 17 сентября — Пола Йейтс (41) — популярная британская телеведущая; передозировка наркотиков.
- 17 сентября — Нина Никитина (86) — советская актриса театра и кино.
- 18 сентября — Гено Цулая (70) — грузинский кинорежиссёр и актёр.
- 20 сентября — Пастор Коронель (71) — глава тайной полиции Парагвая во время правления Альфредо Стресснера[6].
- 20 сентября — Герман Титов (65) — советский космонавт, второй человек в космосе, Герой Советского Союза, дублёр Юрия Гагарина.
- 21 сентября — Искандар Хатлони (45) — таджикский журналист, поэт, переводчик, правозащитник, общественный деятель.
- 21 сентября — Георгий Логинов (77) — советский игрок в хоккей с мячом и с шайбой, а также футболист.
- 21 сентября — Павел Юдин (78) — Герой Советского Союза.
- 22 сентября — Иехуда Амихай (76) — израильский поэт.
- 22 сентября — Борис Жуков (87) — советский учёный в области технической химии, академик Академии наук СССР (1974).
- 22 сентября — Сабуро Сакаи (84) — японский лётчик-ас времён Второй мировой войны.
- 23 сентября — Антоний (Медведев) (92) — епископ Русской Православной Церкви Заграницей, архиепископ Западно-Американский и Сан-Францисский.
- 23 сентября — Кирилл Грязнов (79) — Герой Советского Союза.
- 23 сентября — Николай Попов (80) — Герой Советского Союза.
- 25 сентября — Степан Денисенко (83) — полный кавалер солдатского ордена Славы.
- 26 сентября — Ольга Высоцкая (94) — диктор Всесоюзного радио, народная артистка СССР (1980).
- 27 сентября — Надя Афеян (83) — болгарская оперная певица.
- 27 сентября — Пётр Пуко (85) — российский советский живописец.
- 28 сентября — Пьер Трюдо (80) — 15-й премьер-министр Канады (1968—1979, 1980—1984).
- 29 сентября — Александр Коган (78) — русский советский литературный критик, литературовед.

## Октябрь
- 1 октября — Иван Козич (80) — старшина Рабоче-крестьянской Красной Армии, участник Великой Отечественной войны, Герой Советского Союза.
- 4 октября — Тофик Алекпер оглы Кулиев (82) — азербайджанский композитор, пианист, дирижёр, Народный артист Азербайджанской ССР.
- 4 октября — Ефрем Майминас (68) — российский экономист.
- 5 октября — Леопольд Баршандт (75) — австрийский футболист, игравший на позиции защитника.
- 5 октября — Карим Шаниязов — советский узбекский этнограф-тюрколог, историк.
- 7 октября — Борис Авдеев (65) — советский и российский художник[7].
- 7 октября — Палладий (Шиман) (60) — епископ Русской православной церкви, епископ Читинский и Забайкальский.
- 8 октября — Всеволод Ларионов (72) — советский и российский актёр театра и кино, Народный артист РСФСР (1977).
- 9 октября — Исаак Караханян (79) — участник Великой Отечественной войны, полный кавалер ордена Славы.
- 9 октября — Балкис Кармышева (84) — видный советский и узбекский этнограф-тюрколог.
- 9 октября — Лев Мазель (93) — советский музыковед, педагог.
- 10 октября — Николай Лященко (90) — участник Великой Отечественной войны, Герой Советского Союза.
- 10 октября — Сиримаво Бандаранаике (84) — премьер-министр Шри-Ланки в 1960—1965, 1970—1977, 1994—2000 гг.; первая в мире женщина-премьер-министр.
- 11 октября — Серго Берия (75) — инженер-конструктор в области радиолокации и ракетных систем, сын Лаврентия Берии.
- 13 октября — Джин Питерс (73) — американская актриса; лейкемия.
- 13 октября — Иван Шапошников (89) — советский учёный-физик, профессор, доктор наук.
- 14 октября — Вячеслав Богачёв (63) — актёр, режиссёр.
- 14 октября — Фёдор Селиверстов (83) — участник Великой Отечественной войны, Герой Советского Союза.
- 15 октября — Конрад Блох (88) — немецко-американский биохимик, лауреат Нобелевской премии по физиологии и медицине в 1964 году (совместно с Феодором Линеном).
- 15 октября — Татьяна Гаврилова (61) — советская российская актриса, народная артистка России.
- 15 октября — Михаил Олейник (92) — майор Советской Армии, участник Великой Отечественной войны, Герой Советского Союза.
- 17 октября — Александр Бочаров (80) — советский архитектор.
- 17 октября — Борис Пшеничный (63) — специалист в области теории оптимальных решений и численных методов оптимизации.
- 19 октября — Юрий Буртин (68) — литературный критик, публицист, историк, диссидент, яркий представитель поколения «шестидесятников».
- 20 октября — Борис Зайденберг (71) — советский украинский актёр, заслуженный артист РСФСР.
- 20 октября — Сергий (Соколов) (49) — епископ Новосибирский и Бердский.
- 22 октября — Йокодзуна (рестлер) (34) — Американский рестлер. Наибольшую известность получил в World Wrestling Federation (WWF)
- 22 октября — Андрей Лось (86) — офицер Советской армии, участник Великой Отечественной войны.
- 22 октября — Владимир Розенштейн (90) — советский сценарист.
- 22 октября -- Романова, Ксения Андреевна (81) -- потомок рода Романовых, старшая дочь князя императорской крови Андрея Александровича, правнучка императора Александра III, праправнучка императора Николая I.
- 23 октября — Александр Бланк (62) — советский кинорежиссёр, актёр, Заслуженный деятель искусств России.
- 23 октября — Никифор Дейнега (93) — Полный кавалер ордена Славы.
- 23 октября — Михаил Никитин (86) — участник Великой Отечественной войны, Герой Советского Союза.
- 23 октября — Павел Скрыльников (86) — участник Великой Отечественной войны, Герой Советского Союза.
- 24 октября — Алексей Митряков (80) — участник Великой Отечественной войны, Герой Советского Союза.
- 24 октября — Светлана Тубольцева (60) — советский учёный, специалист в области машиностроения.
- 24 октября — Наталья Ченчик (49) — советская и российская актриса театра и кино.
- 25 октября — Кямран Багиров (67) — советский и азербайджанский партийный и государственный деятель.
- 25 октября — Ашуг Кямандар (68) — азербайджанский ашуг.
- 26 октября — Виктор Грибковский (68) — советский и белорусский физик. Член-корреспондент Академии наук БССР.
- 26 октября — Валентин Комагоров (85) — участник Великой Отечественной войны, Герой Советского Союза.
- 27 октября — Берри, Вальтер (71) — австрийский оперный певец.
- 27 октября — Лида Баарова (86) — чешская актриса, звезда предвоенного немецкого кинематографа и любовница Йозефа Геббельса.
- 27 октября — Анатолий Черненко (74) — украинский советский учёный-историк, педагог, профессор.
- 28 октября — Ааре Лаанеметс (46) — эстонский актёр театра и кино.
- 28 октября — Пётр Луцик (40) — русский режиссёр и сценарист.
- 29 октября — Василий Федотов (76) — участник Великой Отечественной войны, Герой Советского Союза.
- 30 октября — Борис Орлов (66) — участник Великой Отечественной войны, Герой Советского Союза.
- 31 октября — Алексей Евтушенко (66) — советский и российский тромбонист и дирижёр.

## Ноябрь
- 2 ноября — Анисим Асламас (76) — чувашский советский композитор.
- 2 ноября — Теофил Бикис (48) — латвийский пианист и музыкальный педагог.
- 2 ноября — Роберт Кормье (75) — американский писатель, журналист и репортёр.
- 3 ноября — Лео Бенвенути (77) — итальянский сценарист.
- 4 ноября — Михаил Новиков (42) — поэт, прозаик, критик, журналист; автокатастрофа.
- 5 ноября — Роже Пейрефитт (93) — французский писатель, историк и дипломат.
- 5 ноября — Тигран Петросян (25) — известный смоленский криминальный авторитет.
- 6 ноября — Николай Колычев (82) — участник Великой Отечественной войны, Герой Советского Союза.
- 6 ноября — Константин Павлов (80) — участник Великой Отечественной войны, Герой Советского Союза.
- 6 ноября — Стефания Станюта (95) — белорусская советская актриса театра и кино. Народная артистка СССР.
- 6 ноября — Валерьян Турыгин (86) — участник Великой Отечественной войны, Герой Советского Союза.
- 7 ноября — Борис Заходер (82) — русский советский поэт, детский писатель, переводчик.
- 8 ноября — Евгений Розенблюм (81) — советский и российский архитектор, художник, теоретик и проектировщик в области дизайна среды.
- 9 ноября -- Романов, Николай Ростиславович (55) -- потомок рода Романовых, младший сын князя императорской крови Ростислава Александровича от второго брака. Автокатастрофа.
- 10 ноября — Вадим Кириченко (69) — бывший председатель Госкомстата СССР, доктор экономических наук, профессор.
- 10 ноября — Василий Титов (89) — участник Великой Отечественной войны, Герой Советского Союза.
- 10 ноября — Жак Шабан-Дельма (85) — французский политик, соратник Шарля де Голля, 153-й премьер-министр Франции (1969—1972), мэр Бордо в 1947—1995.
- 11 ноября — Никита Кононенко (78) — полковник Советской Армии, участник Великой Отечественной войны, Герой Советского Союза.
- 11 ноября — Леонид Логинов (75) — участник Великой Отечественной войны, Герой Советского Союза.
- 12 ноября — Валерий Аграновский (71) — известный российский журналист, литературный критик, драматург.
- 14 ноября — Александр Гай (86) — советский украинский актёр, народный артист СССР.
- 14 ноября — Егор Лариков (77) — участник Великой Отечественной войны, Герой Советского Союза.
- 15 ноября — Михаил Лазарук (74) — белорусский литературовед, критик, педагог.
- 16 ноября — Максим Гусев (83) — полковник Советской Армии, участник Великой Отечественной войны, Герой Советского Союза.
- 16 ноября — Борис Зингерман (72) — российский литературный критик, театровед, историк театра.
- 16 ноября — Игорь Ефимов (68) — советский российский актёр, заслуженный артист РСФСР.
- 17 ноября — Борис Коваленко (83) — участник Великой Отечественной войны, Герой Советского Союза.
- 18 ноября — Константин Крыжевский (74) — советский футболист, центральный защитник.
- 18 ноября — Эмин Сабитоглу (63) — азербайджанский композитор, автор многих известных азербайджанских песен и музыки к фильмам.
- 18 ноября — Илья Старинов (100) — советский военный, партизан-диверсант, «дедушка русского спецназа».
- 18 ноября — Пётр Стемасов (83) — участник Великой Отечественной войны, Герой Советского Союза.
- 19 ноября — Ризван Сулейманов (79) — участник Великой Отечественной войны, Герой Советского Союза.
- 20 ноября — Тихон Бабко (86) — старший сержант Рабоче-крестьянской Красной Армии, участник Великой Отечественной войны, полный кавалер ордена Славы.
- 20 ноября — Фёдор Васильев (81) — Герой Социалистического Труда.
- 20 ноября — Николай Доллежаль (101) — советский инженер-теплотехник, конструктор ядерных реакторов, доктор технических наук.
- 20 ноября — Вячеслав Котёночкин (73) — советский режиссёр, художник и аниматор.
- 21 ноября — Иван Леонов (77) — участник Великой Отечественной войны, Герой Советского Союза.
- 21 ноября — Иван Филимонов (80) — полный кавалер ордена Славы.
- 22 ноября — Степан Бреус (87) — участник Великой Отечественной войны, Герой Советского Союза.
- 22 ноября — Эмиль Затопек (78) — чешский легкоатлет.
- 23 ноября — Виктор Истомин (76) — участник Великой Отечественной войны, Герой Советского Союза.
- 24 ноября — Мухаммед Аслам Ватанджар (54) — военный и государственный деятель Афганистана, генерал армии (1990).
- 25 ноября — Алексей Воробьев (78) — советский хозяйственный и государственный деятель.
- 25 ноября — Голда Елин — израильская общественная деятельница, защитница сионистских идеалов.
- 27 ноября — Малкольм Брэдбери (68) — британский писатель, академик, критик, лауреат Букеровской премии, литературный учитель Кадзуо Исигуро.
- 27 ноября — Игорь Дивов (79) — артист эстрады, Народный артист РСФСР (1979).
- 27 ноября — Анатолий Павлов (70) — Герой Советского Союза.
- 27 ноября — Пётр Шило (81) — советский руководящий работник, участник Великой Отечественной войны. Герой Социалистического Труда.
- 28 ноября — Елена Черней (76) — румынская оперная певица.
- 29 ноября — Андрей Чистяков (51) — российский дирижёр, народный артист России (1999).
- 30 ноября — Юрий Бессмертный (77) — советский и российский историк-медиевист.

## Декабрь
- 1 декабря — Мария Скворцова (89) — советская киноактриса, мастер эпизода.
- 1 декабря — Исидор Тартаковский (78) — директор Театра имени Вахтангова (с 1993), Заслуженный деятель искусств России.
- 1 декабря — Мозес Абрамовиц (88) — американский экономист.
- 2 декабря — Гейл Фишер (65) — американская телевизионная актриса.
- 3 декабря — Гвендолин Брукс (83) — афроамериканская поэтесса.
- 4 декабря — Ханс Карл Артман (79) — австрийский поэт, прозаик, драматург, переводчик, крупнейшая фигура немецкоязычной экспериментальной литературы.
- 4 декабря — Побиск Кузнецов (76) — советский учёный, последний из Генеральных конструкторов СССР, специалист по системам целевого управления и планирования.
- 6 декабря — Василий Ермилов (86) — советский футболист, нападающий, тренер.
- 6 декабря — Юлия Космачева (24) — советская и белорусская актриса театра и кино.
- 8 декабря — Леонид Слисаренко (74) — советский актёр.
- 9 декабря — Эдуард Княгиничев (71) — участник Великой Отечественной войны, Герой Советского Союза.
- 10 декабря — Владимир Фомин (75) — старшина Советской Армии, участник Великой Отечественной войны, Герой Советского Союза.
- 11 декабря — Алексей Захаров (80) — участник Великой Отечественной войны, Герой Советского Союза.
- 12 декабря — Ярхам Бикчантаев (78) — Полный кавалер ордена Славы.
- 12 декабря — Елена Дружинина (84) — советский историк.
- 12 декабря — Николай Жмаев (84) — участник Великой Отечественной войны, Герой Советского Союза.
- 14 декабря — Мирослав Любачивский (86) — кардинал, верховный архиепископ Львовский.
- 14 декабря — Павел Плотников (80) — участник Великой Отечественной войны, Герой Советского Союза.
- 14 декабря — Улдис Пуцитис (63) — советский и латвийский актёр театра и кино.
- 14 декабря — Иулиан Рукавишников (78) — советский скульптор, член-корреспондент Академии художеств СССР, народный художник СССР.
- 14 декабря — Надежда Федосова (89) — советская и российская актриса, Заслуженная артистка России («А если это любовь?», «Женщины», «Виринея», «Мачеха» и др. фильмы).
- 18 декабря — Рэндольф Херст (85) — американский бизнесмен, сын Уильяма Херста и отец Патрисии Херст, похищенной в 1974 террористами.
- 19 декабря — Диодор (Патриарх Иерусалимский) (77) — епископ Иерусалимской Православной Церкви.
- 19 декабря — Джон Линдсей (79) — американский политик, мэр Нью-Йорка в 1966—1973.
- 21 декабря — Алексей Букштынов (98) — учёный-лесовод и государственный деятель СССР.
- 21 декабря — Терентий Сычков (78) — участник Великой Отечественной войны, Герой Советского Союза.
- 22 декабря — Владимир Воробьёв (63) — режиссёр, актёр, сценарист (поставил фильмы: «Табачный капитан», «Труффальдино из Бергамо», «Остров сокровищ», «Когда святые маршируют» и др.)
- 24 декабря — Вера Осокина (87) — советская и российская актриса театра и кино.
- 25 декабря — Аскольд Макаров (75) — артист балета, народный артист СССР (1983).
- 25 декабря — Евгения Голынчик (87) — советская актриса («Истребители», «Девушка спешит на свидание» и др. фильмы).
- 25 декабря — Афанасий Таваков (82) — участник Великой Отечественной войны, Герой Советского Союза.
- 26 декабря — Джейсон Робардс (78) — американский актёр, считавшийся одним из лучших исполнителей ролей в пьесах Юджина О’Нила.
- 26 декабря — Лео Гордон (78) — американский актёр кино и телевидения.
- 26 декабря — Иван Любимов (91) — участник Великой Отечественной войны, Герой Советского Союза.
- 27 декабря — Владимир Иконников (80) — участник Великой Отечественной войны, Герой Советского Союза.
- 27 декабря — Анатолий Рогожин (77) — советский и украинский учёный-правовед.
- 28 декабря — Василий Кравцов (89) — железнодорожник, Герой Социалистического Труда (1959).
- 30 декабря — Исаак Вистанецкис (90) — израильский шахматист, мастер спорта СССР по шахматам (1947), юрист.
- 31 декабря — Биньямин Зеэв Кахане (34) — ортодоксальный раввин, ученый.
- 31 декабря — Бекзат Саттарханов (20) — казахстанский боксёр-любитель.

## Дата неизвестна или требует уточнения
- Февраль — Владимир Тихонов (64) — артист балета, Народный артист России (род. 24 октября 1935).

Март
- Геннадий Шпигун (53) — российский государственный деятель, генерал-майор милиции, полномочный представитель МВД России в Чеченской республике; умер в плену либо убит.
- Вильям Похлёбкин (76) — советский, российский учёный, историк, географ, журналист и писатель; автор известных книг по кулинарии, знаток истории дипломатии и международных отношений, геральдики и этнографии; убит в конце марта 2000 в своей квартире в Подольске. По данным экспертизы, убийство произошло между 27 и 31 марта[8].. Похоронен 15 апреля на Головинском кладбище.
- Апрель — Анна Богоявленская (87) — натурщица, с которой скульптор Вера Мухина ваяла «колхозницу» для скульптуры «Рабочий и колхозница».
- Предположительно, начало июня — Борис Рахманин (67) — русский писатель-фантаст, поэт, сценарист; сбит машиной, скончался через несколько дней в больнице.
- Декабрь
  - Юрий Разумовский (81) — русский поэт, представитель «фронтового поколения» в советско-российской поэзии.
  - Лев Чешко (84) — советский российский учёный, автор учебников и пособий по русскому языку (род. в 1916)[9].
- Александр Ковалёв (76—77) — известный российский арабист, профессор.